# Maria Martí Iglesias
Maria Martí Iglesias (Cervià de les Garrigues, 1901 – Lleida, 28 juliol 1939) va ser una militant de la CNT. Fou la primera dona afusellada a Lleida i una de les disset dones executades a Catalunya víctimes de la repressió franquista.
Nascuda a Cervià de les Garrigues, era filla de Josep i Maria, soltera i mestressa de casa. Era d'ideologia llibertària i estava compromesa políticament amb la causa Republicana i el catalanisme.
La fi de la Guerra Civil d'Espanya donà pas a la dictadura del General Franco que va iniciar una cruenta repressió dels vençuts. El BOE va publicar el 9 de febrer de 1939 la Llei de Responsabilitats Polítiques, que instava els ajuntaments a elaborar llistes de persones sospitoses d'haver simpatitzat o format part de partits d'esquerres, sindicalistes, anarquistes, comunistes, milicians, voluntaris al front, catalanistes i Socors Roig. La propagació de rumors i les rancúnies personals fomentaren les delacions entre particulars.
Maria Martí, que pertanyia a una familia que s'havia significat durant les col·lectivitzacions, fou denunciada i acusada de ser propagandista dels fets ocorreguts l'any 1934 quan Lluis Companys va declarar l'Estat Català i de donar suport al Front Popular a les eleccions de 1936. La instrucció del sumari recull informes de Falange que afirmen que era una dona extremista de pèssima reputació, i que va indicar a uns milicians el lloc on es trobava el capellà Agapit Gorgues (beatificat el 2013), que fou posteriorment assassinat.
Tot i que no hi havia proves concloents i que altres persones podien haver induït o participat en el crim, Maria fou condemnada a mort. Fou afusellada el 28 de juliol de 1939 a la tàpia del cementiri de Lleida i enterrada a la fossa comú. Tenia 38 anys.